# Culpa

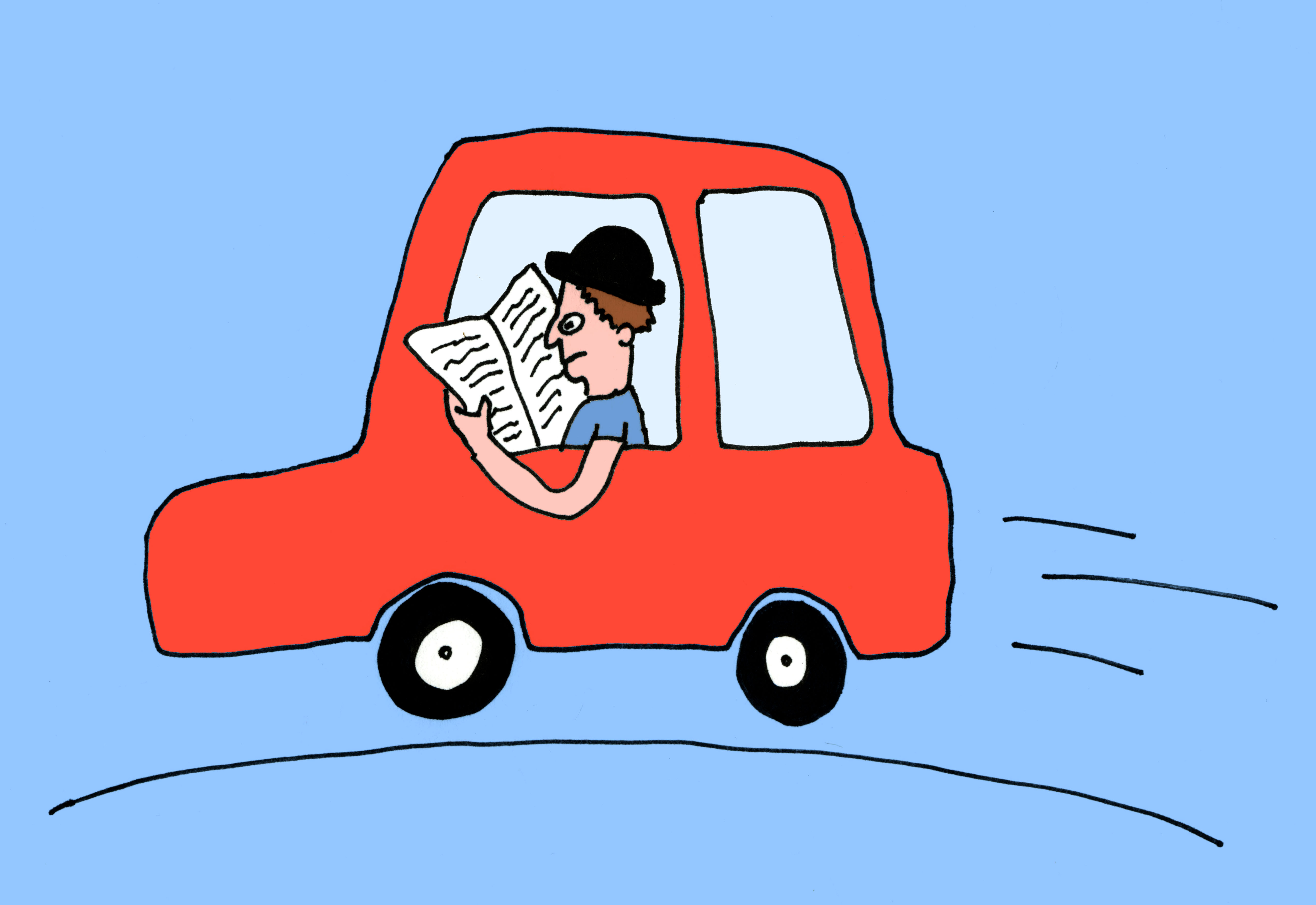
Un conductor no presta atención mientras conduce, omitiendo deber de cuidado

En el ámbito jurídico, al igual que la imprudencia, el término culpa presupone, en las palabras de Helmut Frister, la vulneración de un deber de cuidado:"Aún hoy la opinión dominante ve la esencia de la imprudencia en una lesión al deber de cuidado, es decir, en una conducta contraria al deber en relación con el bien jurídico protegido". 
A su vez, Frister plantea que hay imprudencia, ante la falta de dolo, cuando existe un error de tipo (esto es, cuando hay un error sobre las situaciones fácticas existentes en una situación de hecho). Esto quiere decir que el autor no conocía, pero podría haber conocido, todas las circunstancias del tipo objetivo del delito. Esta capacidad del autor de conocer dichas circunstancias; de hecho, recibe el nombre de "cognoscibilidad". Dicho error de tipo, exime el dolo para dar lugar a la culpa. 
Por otro lado, dicha "cognoscibilidad" consiste en la capacidad de percepción y el conocimiento empírico del autor, las cuales crean su posibilidad de conocer las circunstancias de hecho materiales presentes de acuerdo a sus capacidades (véase principio de culpabilidad). En los casos de delitos imprudentes, son conocibles las circunstancias que podrían haberse percibido si el autor hubiese prestado la debida atención con su capacidad de conocimiento.
Cabe aclararse que, en caso de que la capacidad de conocibilidad del autor se encuentre disminuída de acuerdo a diferentes causales, este podrá ser eximido de pena o enfrentarse a una disminución de esta al alegar un posible estado de necesidad exculpante, el cual excluye la punibilidad. 
En vista de lo expuesto, podemos afirmar que la capacidad de conocibilidad se compone de los siguientes elementos: en primer lugar, del conocimiento empírico necesario del autor; en segundo lugar, el conocimiento de la base de la situación de hecho (ya que solo hay reproche imputable al autor si este podría haber identificado la situación de hecho de haber prestado la atención debida); por último, en tercer lugar, de la existencia de un tiempo necesario para que el autor hubiese podido aplicar su conocimiento empírico a la situación de hecho. Esto último implica que si el agente solo hubiese podido conocer el peligro de modo posterior a su materialización, su conducta no le es reprochable. 

## La contradicción entre el principio de culpabilidad y la punibilidad de los delitos imprudentes
Si bien los delitos impudentes carecen del dolo como un elemento subjetivo, estos son plausibles tanto de responsabilidad penal como de una pena en sí misma. Esto quiere decir que, si bien un delito imprudente tendrá una pena de menor escala que un delito doloso, este igualmente obtendrá una pena correspondiente, disminuida en comparación a la de su tipo doloso. 
Algunos autores plantean que la punibilidad de los delitos imprudentes pueden lesionar activamente el principio de culpabilidad. Esta crítica encuentra su fundamento en que si al autor del ilícito desconocía una circunstancia de hecho debido a que no tenía la capacidad empírica de conocerla, es prufundamente injusto y de dudosa constitucionalidad que dicho autor deba ser penado por algo que no estaba en sus manos conocer ni controlar.  
Helmut Frister da la siguiente solución a esta disyuntiva, fundamentada en el ilícito de motivación, al expresar lo siguiente:"Pero esta crítica, en las consecuencias, es de muy corto alcance, porque la aplicación de la propia capacidad es regida por actitudes y preferencias valorativas de las personas. Que ellos apliquen su capacidad para reconocer situaciones de hecho y en qué medida lo hagan depende de modo decisivo de cuán importante les resulte el respectivo asunto. Por esta razón, también en la imprudencia hay un ilícito de motivación. Este consiste en que para el autor no fuera suficientemente importante evitar el acontecer típico". 
Esta ilustrativa explicación se refleja consistentemente en el derecho argentino, plasmada en las cláusulas de dicho Código Penal que establecen penas diferenciadas y disminuidas para los delitos culposos, respecto a su tipo original doloso. 
Un claro ejemplo de esto es la cláusula del artículo 84 del Código Penal argentino, el cual establece lo siguiente al legislar el tipo penal de homicidio imprudente u homicidio negligente: "Artículo 84: Será reprimido con prisión de uno (1) a cinco (5) años e inhabilitación especial, en su caso, por cinco (5) a diez (10) años el que por imprudencia, negligencia, impericia en su arte o profesión o inobservancia de los reglamentos o de los deberes a su cargo causare a otro la muerte."

## Diferencia con el dolo
El límite entre culpa y dolo está dado por la imprudencia y el dolo eventual. 
El dolo se basa en el conocimiento de las situaciones; mientras que la imprudencia se caracteriza por la conocibilidad de los sucesos, la conocibilidad se entiende como posibilidad de que algo sea conocido. Es decir, ambas tienen en común que el sujeto prevé la producción del resultado, pero en el caso del dolo se cuenta con la posibilidad de que este se produzca, mientras que en la imprudencia, se confía en que no se dé.

## Imprudencia consciente e inconsciente
Actúa imprudentemente el autor que si bien reconoce que existe la posibilidad de que ocurra un acontecer, confía en que el acontecer no sucederá. 
A través de los usos y prácticas, la imprudencia consciente se la denomina cuando la confianza irracional de que no se realizará el hecho se basa en una falta de experiencia por parte del sujeto. En cambio, la imprudencia inconsciente se refiere a los casos en los que el agente confía de forma irracional sobre el acontecer típico hasta el último momento previo al hecho.

## Efectos jurídicos de los delitos culposos
Como se ha explicado anteriormente, la imprudencia deviene de un error de tipo, consistente en un desconocimiento sobre una situación de hecho objetiva. 
Dichos errores de tipo pueden ser evitables e inevitables. En caso de que la cuestión a analizar verse sobre un error de tipo evitable (es decir, un error que el autor podría haber evitado de haber utilizado sus capacidades más apropiadamente y actuado con mayor diligencia), corresponderá una atenuación de la pena, característica de los delitos imprudentes.
Por otro lado, en caso de que el juez competente haya determinado que el autor incurrió en un error de tipo inevitable, se podrá hacer lugar a la eximición de la pena.